# Meredith Colket
Meredith Colket, född 19 november 1878 i Philadelphia, död 7 juni 1947 i Bryn Mawr i Pennsylvania, var en amerikansk friidrottare.
Colket blev olympisk silvermedaljör i stavhopp vid sommarspelen 1900 i Paris.